# Condado de Grand (Colorado)
O Condado de Grand é um dos 64 condados do Estado americano do Colorado. A sede do condado é Hot Sulphur Springs, e sua maior cidade é Hot Sulphur Springs. O condado possui uma área de 4 842 km² (dos quais 59 km² estão cobertos por água), uma população de 12 442 habitantes, e uma densidade populacional de 3 hab/km² (segundo o censo nacional de 2000). O condado foi fundado em 2 de fevereiro de 1874.